# Ernst Jacob van Baden-Hachberg
Ernst Jacob van Baden-Hachberg (24 augustus 1590 - 29 mei 1591) was van 1590 tot 1591 de titulaire markgraaf van Baden-Hachberg. Hij behoorde tot het huis Baden.

## Levensloop
Hij was de zoon van markgraaf Jacob III van Baden-Hachberg en Elisabeth van Culemborg-Pallandt. Zijn vader bekeerde zich op 15 juli 1590 van het lutheranisme tot het katholicisme en maakte op 15 augustus 1590 het katholicisme tot staatsgodsdienst van het markgraafschap Baden-Durlach. Korte tijd later, op 17 augustus, stierf Jacob III onverwacht. Uit een autopsie uitgevoerd door twee professoren van de geneeskundefaculteit van Freiburg bleek dat hij aan een arsenicumvergiftiging was overleden. Een week later, op 24 augustus 1590, werd zijn postume zoon Ernst Jacob geboren. Direct bij de geboorte werd Ernst Jacob markgraaf van Baden-Hachberg.
Zijn oom, markgraaf Ernst Frederik van Baden-Durlach, nam hierop het regentschap op zich en nam onwettig de zorg van Ernst Jacob over van zijn moeder. Toen Ernst Jacob negen maanden na de geboorte op 29 mei 1591 stierf, voegde Ernst Frederik het markgraafschap Baden-Hachberg toe aan zijn domeinen. Ook werd zijn moeder gedwongen om de vroegere residentie van zijn vader in Emmendingen te verlaten, hoewel Jacob III in zijn testament had geschreven dat zijn weduwe haar hele verdere leven in Emmendingen mocht doorbrengen.